# Crash Tag Team Racing
Crash Tag Team Racing, conosciuto in Giappone come Crash Bandicoot Gatchanko World (クラッシュ・バンディクー がっちゃんこワールド?, Kurasshu Bandikū Gatchanko Wārudo), è un videogioco di guida distribuito dalla Vivendi Games nel 2005, tratto dalla serie di videogiochi a piattaforme Crash Bandicoot. Questo è il terzo videogioco di guida della serie di Crash Bandicoot, dopo Crash Team Racing e Crash Nitro Kart.

## Trama
Dopo essere stato nuovamente umiliato da Crash Bandicoot alla fine di Crash Twinsanity, il Dr. Neo Cortex è tornato a elaborare i suoi piani nello sgangherato Iceberg Lab. Quando, incappando casualmente in un articolo di giornale che riporta la chiusura della terribile arena di corse di Ebeneezer Von Clutch, inizia a frullargli nella testa un sinistro piano: attirare Crash in un'apparentemente innocua corsa, per poi schiacciare lo sventurato peramele tra le insidie di un pericoloso circuito.
I piani dello scienziato cambiano quando Ebeneezer Von Clutch lancia una proposta, ovvero che chi chiunque riesca a trovare tutte le gemme del potere sparse tra le 5 più grandi aree del parco (Mistery Island, Happily Ever Faster, Tyrannosaurus Wrecks, Tomb Town, Astroland) e la sua gemma del potere nera, diventerà il nuovo proprietario del posto.
Alla fine si scopre che Willie Wumpa Cheeks, mascotte di Von Clutch e del parco, ha rubato tutte le gemme del potere e stava tentando la fuga: Crash riesce a impedire alla sua navicella di decollare e Willie viene catturato e distrutto. Tutto sembra andare a buon fine quando Von Clutch finisce K.O. (all'inizio del gioco si viene a sapere che Willie gli aveva portato via la sua gemma-cuore e Von Clutch di conseguenza "aveva i minuti contati") ma all'improvviso Crash, mentre sorseggia del frappé wumpa da un contenitore utilizzato da Willie come naso, gli va di traverso qualcosa, che però riesce a sputare subito: è la gemma-cuore di Von Clutch, che va immediatamente a conficcarsi al suo interno, e di conseguenza Von Clutch si risveglia, e si complimenta con Crash per aver raccolto tutte le gemme.

## Personaggi giocabili
- Crash Bandicoot - Protagonista del gioco, doppiato da (orig.) Jess Harnell.
- Coco Bandicoot - Sorella minore di Crash, doppiata da Laura Merli.
- Crunch Bandicoot - Fratello maggiore di Coco e Crash, doppiato da Marco Balbi.
- Dr. Neo Cortex - Principale antagonista e antieroe del gioco, doppiato da Silvano Piccardi.
- Nina Cortex - Nipote di Cortex, doppiata da Renata Bertolas.
- N. Gin - servo di Cortex, doppiato da Gianni Quillico.
- Ebeneezer Von Clutch - Proprietario del parco, doppiato da Luca Bottale.
- Pasadena O'Possum - Automobilista sportiva e sicura di sé, doppiata da Emanuela Pacotto.

## Piste
| Pista                           | Zona                 | Cristalli del Potere | Obiettivi    |
| ------------------------------- | -------------------- | -------------------- | ------------ |
| 01.Tiki Turbo                   | Mistery Island       | 6 Cristalli          | N/A          |
| 02.Pirati del Carburante        | Mistery Island       | 6 Cristalli          | N/A          |
| 03.Corsa sottomarina            | Mistery Island       | 7 Cristalli          | N/A          |
| 04.Festa nella Giungla          | Mistery Island       | 2 Cristalli          | 1 Gemma Nera |
| 05.Sfida del Pneumatico         | Happily Ever Faster  | 7 Cristalli          | N/A          |
| 06.Il Fagiolo Parlante          | Happily Ever Faster  | 6 Cristalli          | N/A          |
| 07.Morte in velocità            | Happily Ever Faster  | 6 Cristalli          | N/A          |
| 08.Hardly Ever Land             | Happily Ever Faster  | 1 Cristallo          | N/A          |
| 09.Il Tragico Regno             | Happily Ever Faster  | 1 Cristallo          | 1 Gemma Nera |
| 10.Corsa del Carburante Fossile | Tyrannosaurus Wrecks | 6 Cristalli          | N/A          |
| 11.I Primitivi                  | Tyrannosaurus Wrecks | 7 Cristalli          | N/A          |
| 12.Ghiaccio Bollente            | Tyrannosaurus Wrecks | 6 Cristallo          | N/A          |
| 13.Festa Dell'estinzione        | Tyrannosaurus Wrecks | 2 Cristalli          | 1 Gemma Nera |
| 14.Calore Mortale               | Tomb Town            | 6 Cristalli          | N/A          |
| 15.Incontro con le Mummie       | Tomb Town            | 7 Cristalli          | N/A          |
| 16.Passaggio della Piramide     | Tomb Town            | 6 Cristalli          | N/A          |
| 17.Tomba del Terrore            | Tomb Town            | 2 Cristalli          | 1 Gemma Nera |
| 18.Anelli di Urano              | Astro Land           | 6 Cristalli          | N/A          |
| 19.Miniera di Urano             | Astro Land           | 6 Cristalli          | N/A          |
| 20.Cratere di Urano             | Astro Land           | 7 Cristalli          | N/A          |
| 21.Crateri Spaziali             | Astro Land           | 1 Cristallo          | 1 Gemma Nera |
| 22.Motor World                  | Motor World          | 2 Cristalli          | 1 Cuore Nero |

## Armi unite
Ogni personaggio ha una propria arma:
- Crash Bandicoot: Pistola Wumpa
- Neo Cortex: Palla di energia ricaricabile
- Crunch Bandicoot: Pistola a rivetti roventi
- Pasadena: Fulmine tornado rotante
- Coco Bandicoot: Pistola a luce appiccicosa
- Nina Cortex: Pistola energetica
- N. Gin: Lanciarazzi
- Von Clutch: Bombe radioattive

### Power Up
Invece di esserci delle casse come nei precedenti giochi di guida di Crash, ci saranno degli oggetti che cambieranno in base all'area del parco di cui fa parte la pista, Scrigni, (Mystery Island) Farfalle, (Happily Ever Faster) Faccia da Teschio, (Tyrannosaurus Wrecks) Talismani (Tomb Town) e pezzi di Urano (Astroland) in questi vi si trovano armi speciali da gettare agli altri giocatori come:
- Bomba Pollo: Si dirige verso un avversario vicino ed esplode in una nuvola di piume.
- Scimmia Dinamite: Si attacca all'auto ed esplode a meno che non ne urti un'altra prima di raggiungere il bersaglio
- Amico di Fuoco: Il leader della gara corre il rischio di incappare in questa sfera infuocata.
- Sciame di Missili-Pinguini: Questo raro potenziamento lancia un Missile-Pinguino contro ogni auto sulla pista.

### Razzi Acceleratori
Ogni auto è dotata di potenti razzi acceleratori. Si guadagna carica:
- Con le superscivolate
- Distruggendo altre auto con potenziamenti o armi di torrette unite.
- Guadagnando bonus velocità mettendo più avversari KO.
- Sparando ai bersagli ai margini della pista.

### Potenziamenti Uniti
- Cane robot: Insegue le auto e le morde sui paraurti per rallentarle, poi esplode.
- Squalomissile: Punta verso i bersagli agganciati e mangia le auto.
- Pianoforte: Un tipo di musica che gli avversari non apprezzano.
- Sottomarino: Perché sparare un siluro quando puoi lanciare un intero sottomarino?
- Mucca: Pioggia di bistecche.

## Novità
In Crash Tag Team Racing ci si può "unire" alle auto degli altri avversari per creare una super-auto dotata di una torretta per sparare. Ogni personaggio ha una propria torretta ruotabile a 360°.
A differenza di Crash Team Racing e Crash Nitro Kart, in cui la modalità avventura è nell'auto, in CTTR fuori dalle piste si può camminare; infatti grazie a questa innovazione si possono sbloccare: nuovi personaggi, auto, abiti, potenziamenti per le armi, nuove scorciatoie per le piste e divertenti GAG che vedono Crash interagire con varie scene.
Per passare al prossimo "mondo", a differenza degli altri giochi di Crash Bandicoot, in questo bisogna finire tutte le piste e le missioni per gli avversari.
Nella schermata principale si può accedere a degli extra oppure ci si può connettere alla PlayStation Portable.
Nemici
Pinguini: maestri nel karate, ogni volta che vedono Crash, si scontrano contro di lui. Se si lanciano troppo vicino, o se Crash si avvicina troppo, perderà tante monete. Si possono sconfiggere con una panciata.
Se viene attaccato dai pinguini, Crash sarà immortale; non lo sarà però cadendo nell'acqua, nella lava o precipitando nel vuoto. In questi casi, Crash non perderà una vita (come avveniva invece negli episodi precedenti), mentre verrà riportato all'ultimo ambiente in cui è stato prima di cadere (quindi avrà vite illimitate).